# アメリカス (競走馬)
アメリカス（Americus、1892年 - 1910年）は、アメリカ合衆国生産のサラブレッドの競走馬、種牡馬。

## 出自
アメリカスは1892年に、カリフォルニア州の生産者E・J・"ラッキー"・ボールドウィンによって生産された。アメリカスの祖父ノーフォークと祖母ザナンは、ともに父レキシントンと母ノーヴィスを持つ全兄妹で、よってアメリカスは2x2の強烈なインブリードによって生産されている。
アメリカスはもともとレイデルカレデス（Rey del Caredes）の名前で登録されていたが 、時折レイデルカレレス（Rey del Carreres）の名前で登録されていた。これは本来、当初の馬主であるボールドウィンがレイデルカレレス（「Rey del Carreres」は「King of Runner」を意味する）で登録しようとしたところ、誤記されてしまったことに由来する。

## 経歴

### アメリカ時代
アメリカスは当初アメリカで2歳でデビューして3勝を挙げ、特に3歳時に多くの競走に出走、10勝を挙げたという。1895年5月にアメリカスは5月14日にルイビルで行われたダート5ハロンの競走に勝利した。 5月20日にはシュルトステークスで2着に入っている。6月にはコニーアイランドに赴き、そこで6月15日のスウィープステークスで2着となった。6月18日にはスウィープステークスで強豪馬ドミノと対戦し、3着に入っている。その後7月4日6ハロンのスウィープステークスで勝利を挙げている。3歳時はこのほかシープスヘッドベイ競馬場でのカルヴァーハンデキャップ（ダート6ハロン）も優勝している。この2歳から3歳のうちに稼いだ賞金は14,865にも上った。
この頃ボールドウィンにはマイク・ドワイヤーから3万ドルでの同馬の購入が持ち掛けられていたが、ボールドウィンが4万ドルを提示したため破談となった。その後ボールドウィンはカルヴァーハンデキャップの勝利から数週間後にリチャード・クローカーにこの話を持ち掛け、4万ドルで購入させている。

### イギリスへ出国
そしてまだ3歳のうちの10月、アメリカスはリチャード・クローカーの手によって、ほか3頭の馬と共にイギリスへ輸出された。この際に愛国心の強いクローカーに「アメリカス」と改名されている。イギリス輸入の際にジェネラルスタッドブックに登録され、クローカーはこの登録に約8000ギニーの費用がかかったという。その後施行されたジャージー法によって、レキシントンを祖先に含む馬はジェネラルスタッドブックに登録できないようになっていたが、アメリカスのイギリスへの輸入当時まだ適法であったため、アメリカスの子孫は以後も同書に編入された。
4歳時は2戦したが未勝利、5歳時は13戦してリドルズダウンプレート（エプソム）とサウスダウンプレート（ブライトン）の2勝を挙げた。
クローカーは、状態の良し悪しにかかわらずアメリカスを使い続けた。このため1899年、7歳の時のアメリカスがグッドウッド競馬場のスチュワードカップ出走の前評判で「ショーヤードの雄牛のように太っている」と評されていた。この競走では4着に入り、翌年も同じ競走に出て今度は2着に入っている。
アメリカスは一時種牡馬としても活動していたが、その後も復帰して9歳になるまで競走生活を続けた。アメリカスはおもに短距離戦を得意とするスプリンターであった。イギリスとアイルランドでの競走成績は31戦4勝、賞金はアメリカドル換算で6,496ドルであった。

## 種牡馬
1898年に一度クローカーの持つアイルランドのグレンカイアン牧場で種牡馬入りし、その後競走馬に復帰している。
競走生活引退後もアメリカスはアイルランドの牧場で繋養されていたが、種牡馬としての評判は振るわず、1906年と1907年はイタリアに送られ現地で種牡馬として活動した。1908年にアイルランドに戻ったが、1909年に売却され、ドイツのホッペガルテン牧場に輸出された。アメリカスがドイツにいた際の動向は不明瞭で、ドイツで行方不明になる前の時点で、ベルギーの牧場でも種牡馬となっている。アメリカスは1910年3月にドイツのトラケナー牧場で死亡したという。
アメリカスの産駒のうち、アメリカスガールがのちに名牝として知られるレディジョセフィンを産み、そこからムムタズマハルへと繋がる牝系を構築していった。

## 血統表
| アメリカスの血統                         | アメリカスの血統                    | アメリカスの血統                    | （血統表の出典）                    | （血統表の出典） |
| 父系                                     | ヘロド系                            | ヘロド系                            | ヘロド系                            | [ § 2 ]          |
| 父 Emperor of Norfolk アメリカ 鹿毛 1885 | 父の父Norfolk アメリカ 鹿毛 1861    | Lexington                           | Boston                              | Boston           |
| 父 Emperor of Norfolk アメリカ 鹿毛 1885 | 父の父Norfolk アメリカ 鹿毛 1861    | Lexington                           | Alice Carneal                       |                  |
| 父 Emperor of Norfolk アメリカ 鹿毛 1885 | 父の父Norfolk アメリカ 鹿毛 1861    | Novice                              | Glencoe                             | Glencoe          |
| 父 Emperor of Norfolk アメリカ 鹿毛 1885 | 父の父Norfolk アメリカ 鹿毛 1861    | Novice                              | Chloe Anderson                      |                  |
| 父 Emperor of Norfolk アメリカ 鹿毛 1885 | 父の母Marian アメリカ 鹿毛 1871     | Malcolm                             | Bonnie Scotland                     | Bonnie Scotland  |
| 父 Emperor of Norfolk アメリカ 鹿毛 1885 | 父の母Marian アメリカ 鹿毛 1871     | Malcolm                             | Lady Lancaster                      |                  |
| 父 Emperor of Norfolk アメリカ 鹿毛 1885 | 父の母Marian アメリカ 鹿毛 1871     | Maggie Mitchell                     | Yorkshire                           | Yorkshire        |
| 父 Emperor of Norfolk アメリカ 鹿毛 1885 | 父の母Marian アメリカ 鹿毛 1871     | Maggie Mitchell                     | Charmer                             |                  |
| 母 Clara D. アメリカ 鹿毛 1875           | 母の父Glenelg アメリカ 鹿毛 1866    | Citadel                             | Stockwell                           | Stockwell        |
| 母 Clara D. アメリカ 鹿毛 1875           | 母の父Glenelg アメリカ 鹿毛 1866    | Citadel                             | Sortie                              |                  |
| 母 Clara D. アメリカ 鹿毛 1875           | 母の父Glenelg アメリカ 鹿毛 1866    | Bapta                               | Kingston                            | Kingston         |
| 母 Clara D. アメリカ 鹿毛 1875           | 母の父Glenelg アメリカ 鹿毛 1866    | Bapta                               | Alice Lowe                          |                  |
| 母 Clara D. アメリカ 鹿毛 1875           | 母の母The Nun アメリカ 栗毛 1866    | Lexington                           | Boston                              | Boston           |
| 母 Clara D. アメリカ 鹿毛 1875           | 母の母The Nun アメリカ 栗毛 1866    | Lexington                           | Alice Carneal                       |                  |
| 母 Clara D. アメリカ 鹿毛 1875           | 母の母The Nun アメリカ 栗毛 1866    | Novice                              | Glencoe                             | Glencoe          |
| 母 Clara D. アメリカ 鹿毛 1875           | 母の母The Nun アメリカ 栗毛 1866    | Novice                              | Chloe Anderson                      |                  |
| 母系(F-No.)                              | (FN:A2)                             | (FN:A2)                             | (FN:A2)                             | [ § 3 ]          |
| 5代内の近親交配                          | Norfork・The Nun 2x2, Glencoe 4x5x4 | Norfork・The Nun 2x2, Glencoe 4x5x4 | Norfork・The Nun 2x2, Glencoe 4x5x4 | [ § 4 ]          |
| 出典                                     | 1. 2. 3. 4.                         | 1. 2. 3. 4.                         | 1. 2. 3. 4.                         | 1. 2. 3. 4.      |

## 引用
1. 1 2 3 4 5 6 7 8 9 10 11 12 13  Anne Peters. “Americus”.   Thoroughbred Heritage. 2022年5月28日閲覧。
2. 1 2 3  Jockey Club American Stud Book VII p. 184
3. 1 2  Salvator "That American Stain" Daily Racing Form
4. 1 2  Willett Thoroughbred pp. 107–108
5. 1 2  Wall Famous Running Horses p. 124
6. 1 2  Goodwin Brothers Goodwin's Annual Official Turf Guide for 1895 p. 478
7. ↑  Palmer Names in Pedigrees p. 28
8. 1 2 3 4 5  Coussell "Family of Lady Josephine" Treasures of the Bloodstock Breeder's Review pp. 543–545
9. ↑  Goodwin Brothers Goodwin's Annual Official Turf Guide for 1895 p. 278
10. ↑  Goodwin Brothers Goodwin's Annual Official Turf Guide for 1895 p. 283
11. ↑  Goodwin Brothers Goodwin's Annual Official Turf Guide for 1895 p. 480
12. ↑  Goodwin Brothers Goodwin's Annual Official Turf Guide for 1895 p. 494
13. ↑  Hogan Index to Stakes Winners p. 158
14. ↑  Hewitt Great Breeders p. 277
15. ↑  Staff "Merman's Double" Otago Witness
16. ↑  Staff "Goodwood" Otago Witness
17. ↑  Staff "Goodwood Meeting" Star
18. 1 2  Hewitt Great Breeders pp. 336–337
19. ↑  Staff "Trakehnen" Deutsches Warmblut p. 86
20. 1 2 3  “血統情報：5代血統表｜Americus(USA)”.  JBISサーチ. 2022年5月28日閲覧。
21. 1 2 3  “Americusの血統表”.  netkeiba.com. 2022年5月28日閲覧。